# Kató Kiszly István
Kató Kiszly István született Kiszlingstein István (Budapest, 1895. április 11. – Budapest, 1963. március 2.) trükkfilmrendező, díszlettervező, az első ismert magyar animációs film megalkotója volt. Apja Kiszlingstein Sándor magyar könyvárus, könyvkötő üzletvezető, bibliográfus.

## Élete
Az Iparművészeti főiskolán grafikai szakon végzett, kosztümtervezést is tanult. A Magyar Állami Operaházban kezdett dolgozni. Kéméndy Jenőt tartotta mesterének, az ő szokatlan szcenikai megoldásai terelték a figyelmét az animáció felé. 1914-ben gondolta ki, de lehet, hogy egy évvel később készítette el a Zsírb Ödönt, egy papírkivágásos technikával készült börleszk animációs filmet. Az operatőr Veres Gábor volt. 1915-16-ban a Nemzeti Színházban dolgozott. A tanácsköztársaság alatt készítette el a Burzsujbácsi a mennyországban című agitációs filmet. Ezt öt mozi is vetítette. Ekkor ismerkedett meg Arany Ferenc operatőrrel, az ő biztatására kezdett el a tiszta árnyanimációval 1919-ben ezzel a technikával készült el a János vitéz. 1920-ban a Krupka cég filmlaborjában rendezett. Itt készült el az első színes animációs mozi a Bogárorfeum - ezzel a technikával azóta se készült több film - később az Uher filmgyár díszlettervezője lett. 1932-ben a főváros számára készített tudományos oktatófilmeket „rajzos híradókat” a Híradó Filmszínház részére. A Rádió c. epizód a Londoni Oktatófilm Kongresszuson díjat nyert. Budapest ostroma alatt munkásságának nagy része megsemmisült, később a Népszerű Tudományos Stúdió számára, majd a Budapest Stúdióban folytathatta az oktatófilm-gyártást.

## Művei
- Zsírb Ödön (1914)
- Kápuszta Sári és Gulasch Miska (1915)[11]
- János vitéz (1919)
- Burzsuj bácsi a mennyországban (1919)
- Prof. Nick Paccer (1920)
- Rómeó és Júlia (1921)
- Bogárorfeum (egy éj a Bogár-bárban) (1932)[7]
- 268 oktatófilm (1932-1944)
- 145 rajzos híradó (1940-43)[12]